# Premo enakomerno gibanje
Prémo enakomérno gíbanje je poseben primer premega gibanja, pri katerem se telo giblje po premici, hitrost telesa pa se s časom ne spreminja. Poseben primer premo enakomernega gibanja je mirovanje. Premo enakomerno gibanje je nepospešeno gibanje, saj je pospešek pri takem gibanju enak nič. Pot je linearna funkcija časa.

## Matematični opis premega enakomernega gibanja
Pot s pri premem enakomernem gibanju:
{\displaystyle s=vt+s_{0}}
Pri tem je v je hitrost, t je čas, s0 pa je začetna lega telesa (pot v času t = 0).
Hitrost je pri premem enakomernem gibanju konstantna:
{\displaystyle v=\mathrm {konst.} }
Hitrost lahko izračunamo kot razliko poti, opravljene v času t, deljeno s časom t:
{\displaystyle v={\frac {s-s_{0}}{t}}}
Pospešek je pri premem enakomernem gibanju enak nič:
{\displaystyle a=0}
Skladno s prvim Newtonovim zakonom mora biti zato nič tudi rezultanta sil, ki delujejo na telo.